# Walnut Park (Kalifornija)
Walnut Park je naseljeno područje za statističke svrhe u američkoj saveznoj državi Kalifornija. Prema popisu stanovništva iz 2010. u njemu je živjelo 15.966 stanovnika.